# Gianluca Costantini
Gianluca Costantini (19 de diciembre de 1971, Ravena, Italia) es un dibujante, artista y activista. Colabora con organizaciones de ayuda en acción, Amnistía, Cesvi, ARCI y Oxfam.
Gianluca Costantini es profesor en la Academia de Bellas Artes de Bolonia desde 2009 y Ravena en 2012

## Biografía
Gianluca Costantini se graduó en el Instituto de Arte Gino Severini de Rávena en 1991 en Artes Aplicadas y de la Academia de Bellas Artes de Rávena en Decoración en 1995. Comenzó a exponer en la galería histórica La Bottega artista grabador Giuseppe Maestri en 1990 en compañía del fotógrafo Alex Majoli. Su trabajo continúa entre contaminaciones que van desde mosaico hasta cyberpunk.
Asiste a la Academia de Bellas Artes de Rávena, cuyos maestros son Fabrizio Passarella, Vittorio D'Augusta, Guido Guidi, Antonio Violetta, Carlo Branzaglia y Claudio Spadoni.
En 1993 publicó la primera revista de historietas Schizzo n.°5, comisariada por Massimo Galletti para el Centre Comics Andrea Pazienza de Cremona. En 1994 comenzó su colaboración con el periódico Il Manifesto, la revista Neural Cyberpunk y la revista de arte contemporáneo Museum Teo Art Fanzine. En 1994, conoce al artista de graffiti Marco Teatro y colabora con Happening of Comics and Illustration en Milán, Bolonia, Roma, Turín y Lugano.
Publicar para suberráneo de los tebeos Revista Interzona, Katzyvari, Alter Vox Magazine, Tribù Magazine d'Urto, Fagorgo, Stripburger (Eslovenia), Milk and Vodka (Suiza), Iaikku (Finlandia), el queroseno y el Garabattage (España).
En 2009 expuso en la Lazarides Gallery de Londres en 2010 en el Salon du dessin contemporain y el Carousel du Louvre de París. En 2014 expuso en el Centro Dox para el Arte Contemporáneo de Praga y en el Museo de Humor Gráfico de Diogenes Taborda en Buenos Aires. En Italia expone junto con las obras de Alighiero Boetti en el Museo de Arte Contemporáneo de Lissone en 2013.

## Publicaciones
Las últimas novelas gráficas de Gianluca Costantini incluyen Cena con Gramsci, Julian Assange de la ética hacker a Wikileaks. Fundador de la revista inguineMAH!gazine y G.I.U.D.A. Instituto Geográfico de los Dibuios No Convencionales Arts. Costantini contribuye a Courrier International, Internazionale, Corriere della Sera, Página 99, World War 3 Illustrated y Le Monde diplomatique.

### Novelas Gráficas

#### España
- Julian Assange de la ética hacker a Wikileaks, (escrito por Darío Morgante), Luces de Gálibo, Barcelona[1][2]